# Karzeł Wolarza
Karzeł Wolarza (Boo dSph) – karłowata galaktyka sferoidalna znajdująca się w konstelacji Wolarza w odległości około 200 000 lat świetlnych od Ziemi. Galaktyka ta została odkryta w 2006 roku.
Karzeł Wolarza jest członkiem Grupy Lokalnej oraz satelitą Drogi Mlecznej. Galaktyka ta jest jedną z najsłabiej świecących galaktyk. Jest to zbyt słaba galaktyka, by można ją dostrzec na zwykłej fotografii. Galaktykę tę można wykryć dzięki dokładnemu zliczaniu słabo świecących gwiazd w tym obszarze nieba.